# Romagné
Romagné település Franciaországban, Ille-et-Vilaine megyében. Lakosainak száma 2434 fő (2022. január 1.). Romagné Billé, La Chapelle-Saint-Aubert, Javené, Lécousse, Saint-Germain-en-Coglès és Saint-Sauveur-des-Landes községekkel határos.

## Népesség
A település népessége az elmúlt években az alábbi módon változott:
| Lakosok száma | 1113 | 1581 | 1591 | 1921 | 2296 | 2351 | 2404 | 2458 | 2446 | 2434 |
|               | 1968 | 1982 | 1990 | 2006 | 2013 | 2015 | 2017 | 2019 | 2020 | 2022 |